# Cimetière de la Chartreuse

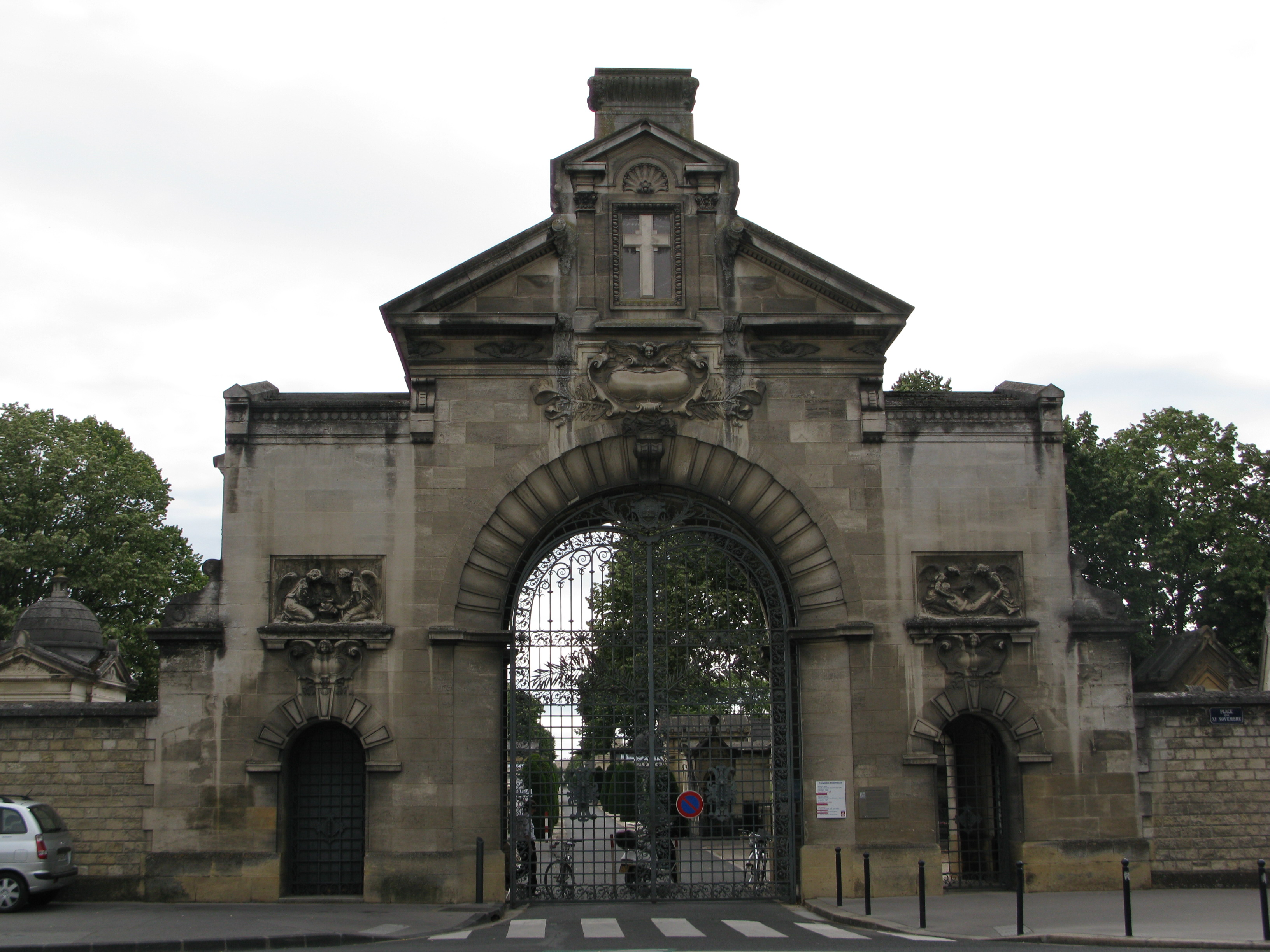
Eingangsportal zum Friedhof

Der Cimetière de la Chartreuse (deutsch „Friedhof der Kartause“) ist einer der ältesten und größten Friedhöfe der französischen Stadt Bordeaux.

## Geschichte
Der Friedhof wurde Ende des 18. Jahrhunderts im Garten des ehemaligen Kartäuserklosters angelegt. Das Gelände war früher ein Sumpfgebiet, das Erzbischof François de Sourdis 1610 mit Hilfe der Kartäuser für den Bau einer Kartause trockenlegen ließ, von der heute nur noch das Friedhofsportal übrig geblieben ist. Das Portal wurde am 8. April 1921 als Monument historique unter Denkmalschutz gestellt.
1968 wurde das Gefallenendenkmal aus der algerischen Partnerstadt Bougie (heute Bejaia) überführt. Es besteht aus 24 Bronzetafeln und ist den Opfern der beiden Weltkriege gewidmet.

## Gräber
Der 25,7 Hektar große Friedhof bietet eine große Vielfalt an Grabmonumenten aus dem 19. Jahrhundert, darunter mehrere große Mausoleen und Grabpyramiden. Die Grabstätten einiger berühmter Persönlichkeiten finden sich hier:
- der Maler Francisco de Goya (1746–1828), ihm ist ein Denkmal auf dem Friedhof gewidmet, sein Leichnam wurde 1919 nach Madrid überführt und dort beigesetzt
- Charles-François Delacroix (1741–1805), Revolutionsminister und Vater des berühmten Malers Eugène Delacroix
- General Élie Papin (1760–1825) und das Herz von General Jean-Victor Moreau (1763–1813)
- die Maler Louis Cabié, Louis Dewis, Pierre Lacour und Maxime Lalanne
- die Schauspieler Ulysse Despeaux, Pierre-Mathieu Ligier und Marcel Tiber
- die Musiker Charles Calendini und Germaine Bovie
- die Bildhauer Amédée Jouandot und Dominique Fortuné Maggesi
- die Schriftstellerin Flora Tristan (1803–1844), Frauenrechtlerin und Großmutter von Paul Gauguin
- Guillaume-Joseph Chaminade (1761–1850), Gründer der Marianisten
- Alexandre-Étienne Simiot (1807–1879), Journalist und Politiker

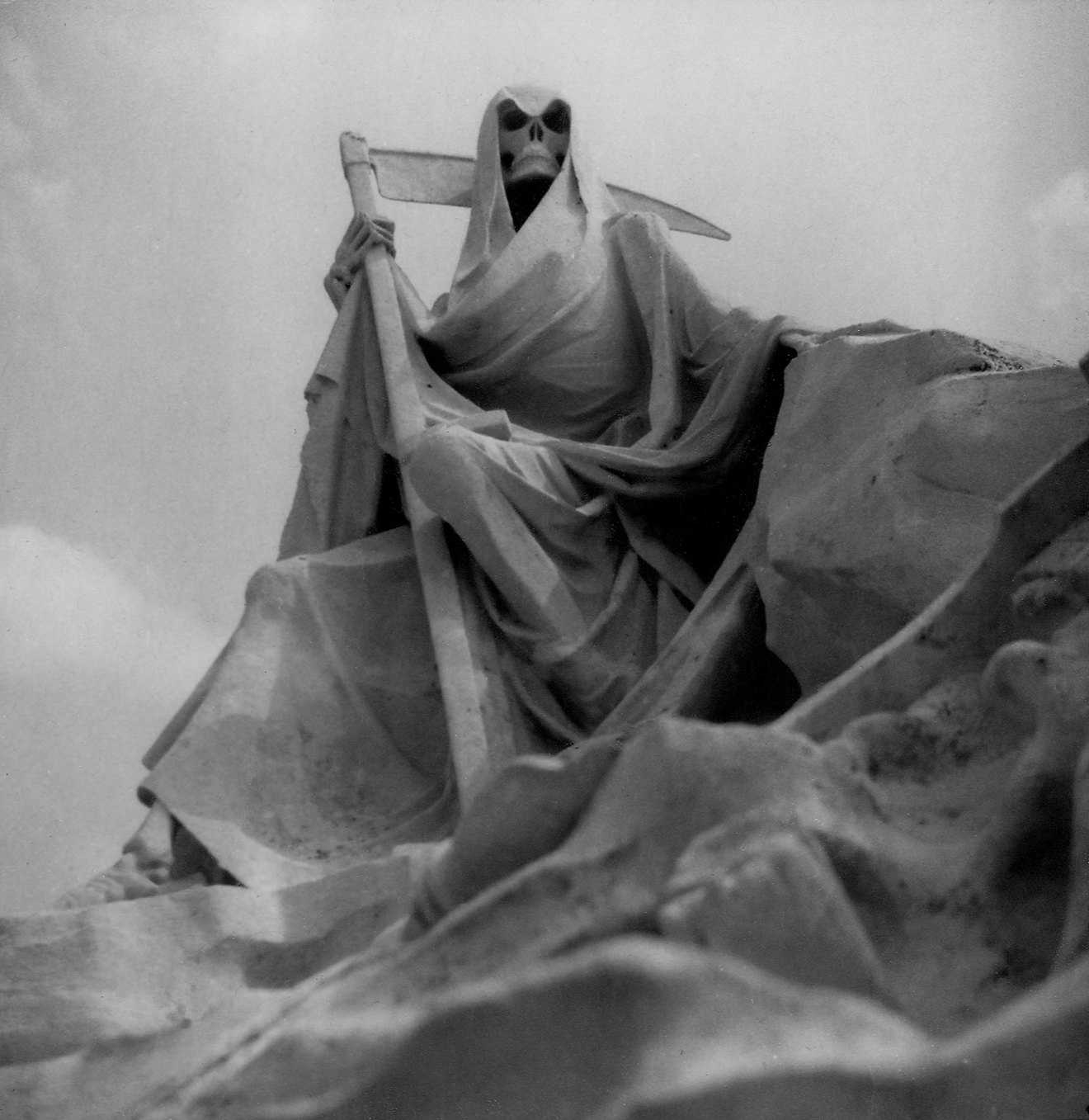
Grabmal von Jean Catherineau
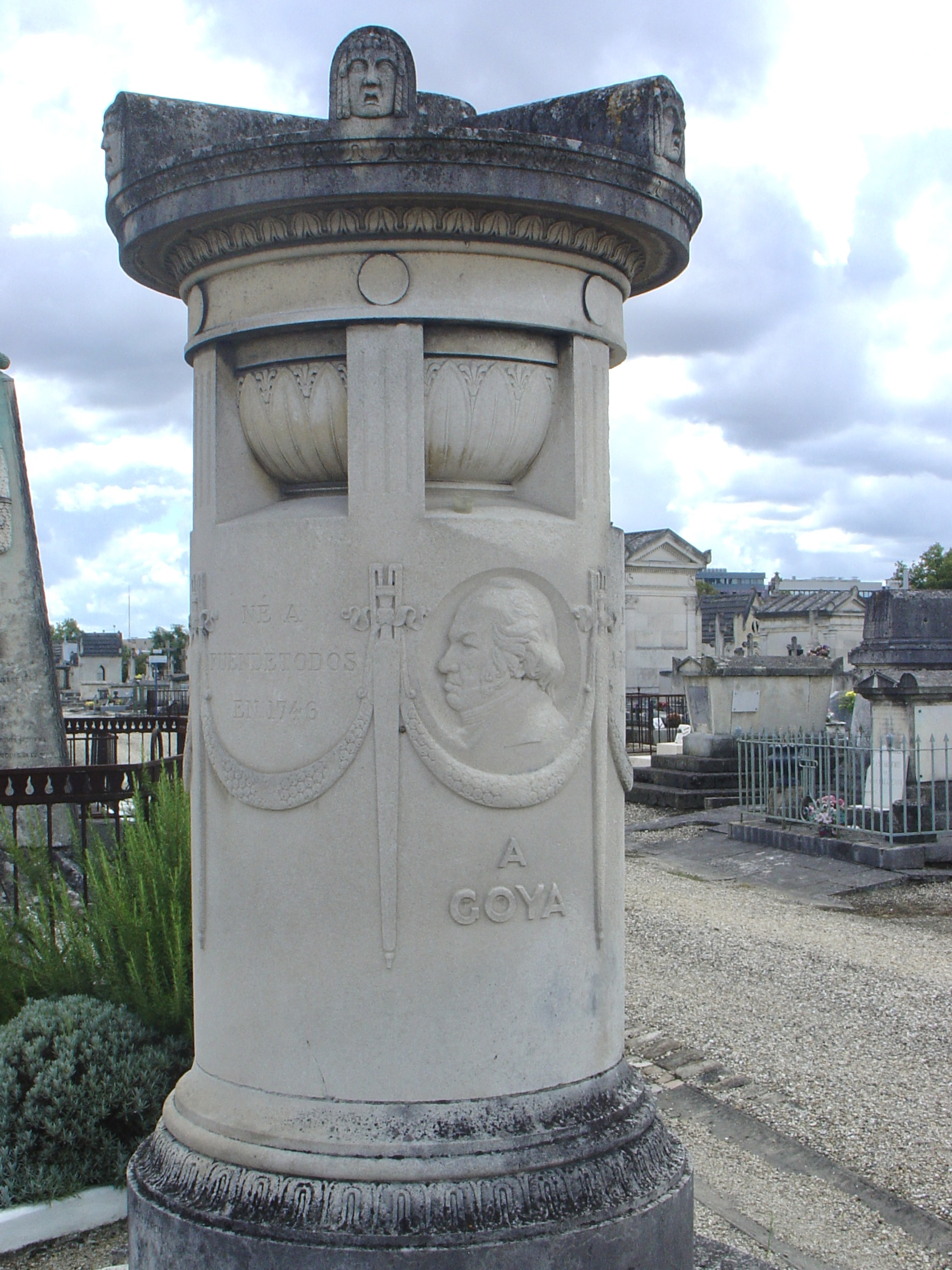
Denkmal von Goya
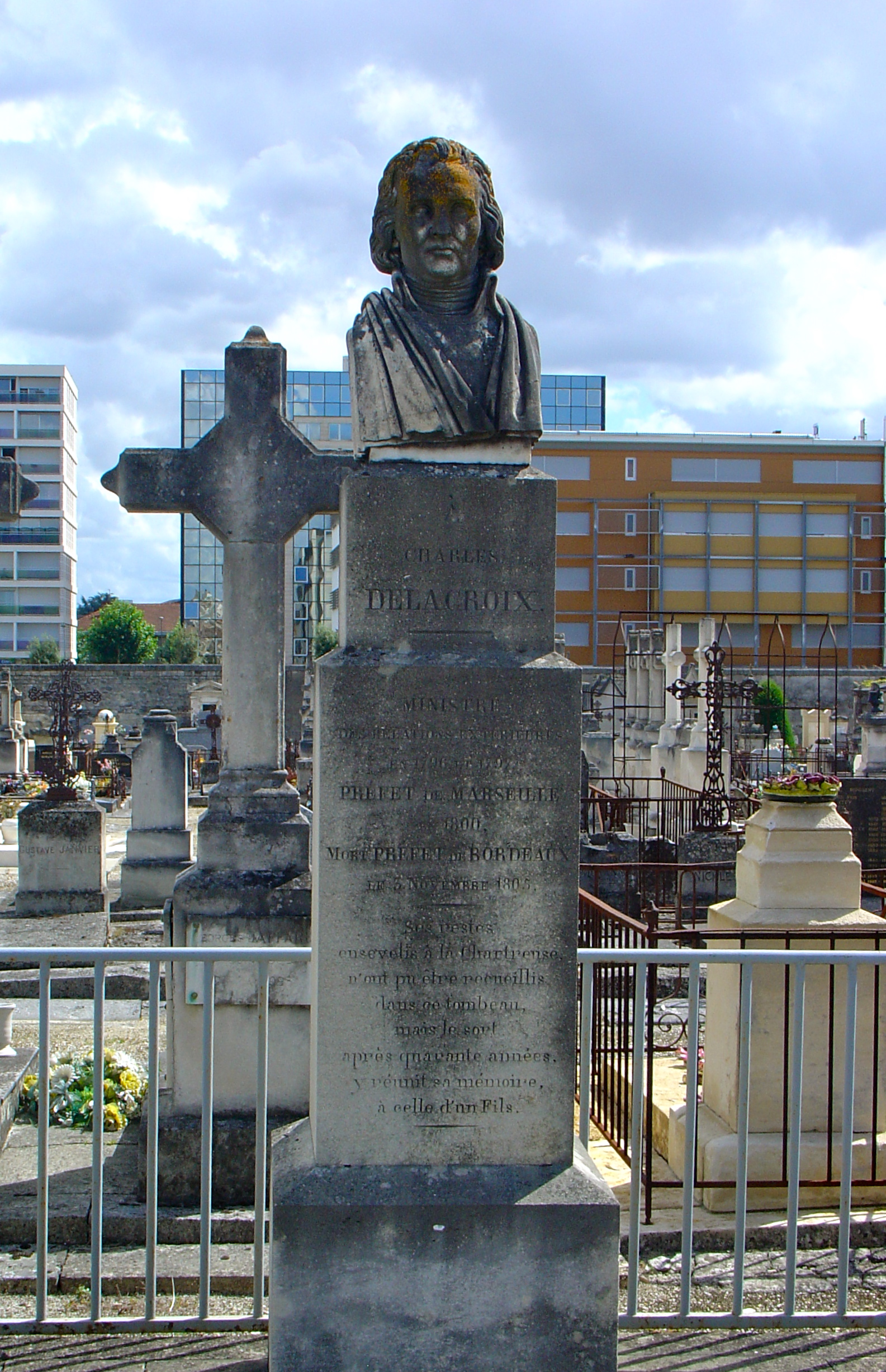
Grab von Charles Delacroix